# Maurycy Stefanowicz
Maurycy „Mauser” Stefanowicz (ur. 1976 w Szczytnie) – polski muzyk, kompozytor, wokalista i instrumentalista. Założyciel i lider deathmetalowej grupy muzycznej Dies Irae. W latach 1997–2008 był członkiem kwartetu deathmetalowego Vader. W 2006 roku założył gothic metalową formację UnSun, w której występował do jej rozwiązania w 2016 roku. Stefanowicz był również basistą i wokalistą wspierającym w blackmetalowej grupie Christ Agony.
W młodości pobierał lekcje gry na skrzypcach. Stefanowicz jest żonaty z wokalistką grupy UnSun Ayą z którą ma syna Ignacego. Muzyk ma również dziecko z pierwszego małżeństwa, Eryka Stefanowicza.

## Kariera
Maurycy Stefanowicz działalność artystyczną rozpoczął w 1992 roku w deathmetalowej formacji Dies Irae, której był założycielem. W zespole początkowo pełnił funkcję gitarzysty i wokalisty. Debiutanckie nagrania formacji ukazały się w 1994 roku na kasecie demo zatytułowanej Fear of God. W międzyczasie Stefanowicz dołączył do blackmetalowej grupy Christ Agony, w której objął obowiązki basisty i wokalisty wspierającego. Muzyk opuścił trio w 1996 roku po nagraniu dwóch albumów studyjnych: Moonlight - Act III (1996) oraz Darkside (1997).
W 1997 roku zespół Dies Irae zawiesił działalność. Natomiast Stefanowicz dołączył do zespołu Vader, w którym zastąpił Jarosława „Chinę” Łabieńca. Również w 1997 roku ukazał się album Black to the Blind, jednakże muzyk – mimo że wymieniony na płycie – nie brał udziału w nagraniach. W 1998 roku Stefanowicz odbył z Vader trasę koncertową w Japonii, której owocem była wydana w 1998 roku koncertowa płyta Live in Japan. W międzyczasie ukazał się także minialbum zatytułowany Kingdom (1998), oraz kaseta VHS Vision and Voice (1998).
W 2000 roku ukazał się pierwszy album Vader zrealizowany z udziałem Stefanowicza Litany. Album ten uzyskał nominację do Fryderyka w kategorii „album roku metal”. W międzyczasie Stefanowicz wznowił działalność Dies Irae. Jeszcze w 2000 roku ukazał się debiutancki album formacji Immolated. Rok później grupa Vader zrealizowała minialbum Reign Forever World. W 2002 roku Stefanowicz nagrał z zespołem album Revelations. Wydawnictwo uzyskało również nominację do Fryderyka w kategorii „album roku metal”. Także w 2002 roku ukazał się drugi album Dies Irae – The Sin War. 

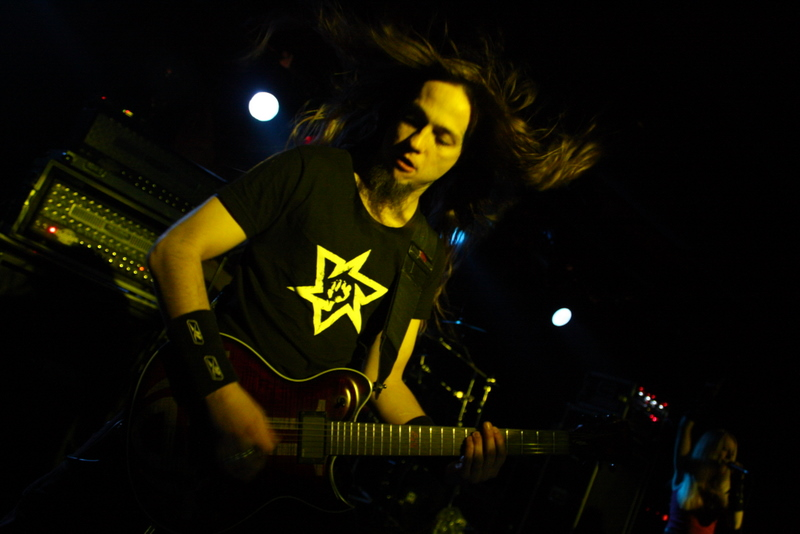
Stefanowicz podczas koncertu z zespołem UnSun (10 grudnia 2008)

W 2004 roku ukazał się kolejny album Vader zatytułowany The Beast oraz trzecia płyta Dies Irae Sculpture of Stone. Płyta The Beast przysporzyła zespołowi Vader kolejną nominację do Fryderyka. Pod koniec 2005 roku ukazał się minialbum zatytułowany The Art of War. Było to pierwsze wydawnictwo Vader na którym ukazał się utwór skomponowany przez Stefanowicza. Natomiast w 2006 roku ukazał się album Impressions in Blood, na którym znalazły się cztery utwory Stefanowicza. Nagrania zostały nominowane do Fryderyka w kategorii „album roku rock/metal”. Również 2006 roku muzyk wraz z żoną Anną założył gothic metalową grupę UnSun.

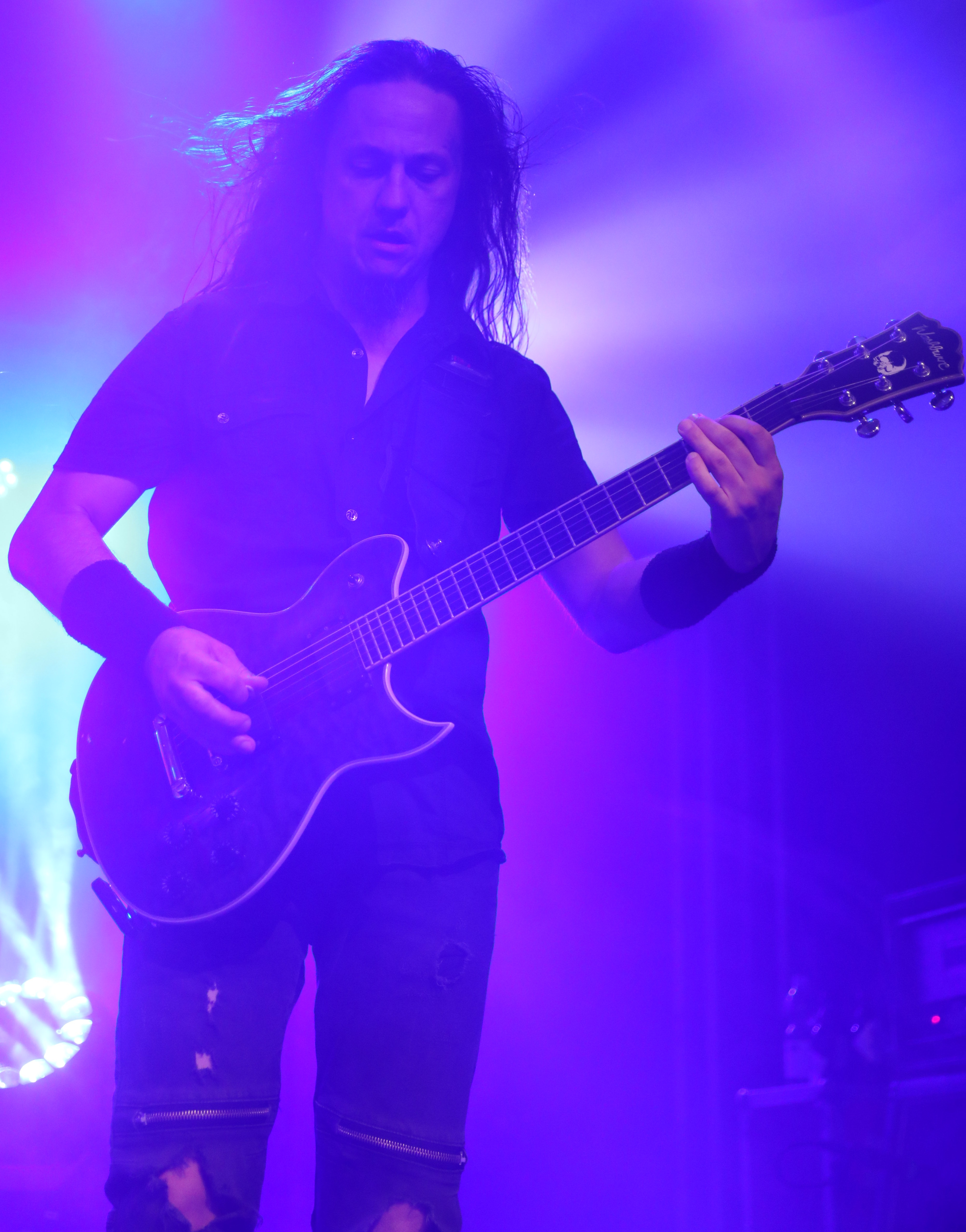
Maurycy Stefanowicz, 2023

W 2008 roku ukazała się przekrojowa kompilacja nagrań Vader XXV, zawierającego ponownie zarejestrowane w nowych aranżacjach wczesne utwory grupy. 30 sierpnia w warszawskim klubie Stodoła odbył się jubileuszowy koncert Vader z okazji dwudziestopięciolecia działalności artystycznej. Był to również ostatni koncert z udziałem Stefanowicza, który odszedł z zespołu w związku ze wzmożoną działalnością grupy UnSun, której debiut The End of Life ukazał się jeszcze w 2008 roku. W 2009 roku po wieloletnim opóźnieniu ukazał się pierwszy materiał DVD Dies Irae zatytułowany The Art of an Endless Creation. Rok później gitarzysta wydał drugi album zrealizowany z UnSun Clinic For Dolls.

## Dyskografia
| - Czarne zastępy – W hołdzie Kat (1998, Pagan Records) - Vision and Voice (1998, VHS, Metal Mind Productions) - Kingdom (1998, Impact Records) - Live in Japan (1998, System Shock) - Originators of Northern Darkness – A Tribute to Mayhem (2001, Avantgarde Music) - Xeper / North (2000, Empire Records) - Litany (2000, Metal Blade Records) - Reign Forever World (2001, Metal Blade Records) - Angel of Death (2002, Empire Records) - Revelations (2002, Metal Blade Records) - Tyrants From the Abyss – A Tribute to Morbid Angel (2002, Empire Records) - More Vision and the Voice (2002, DVD, Metal Mind Productions) - Blood (2003, Metal Blade Records) - Beware the Beast (2004, singel, Empire Records) - The Beast (2004, Metal Blade Records) - Night of the Apocalypse (2005, DVD, Metal Mind Records) - The Art of War (2005, minialbum, Regain Records) - Impressions in Blood (2006, Regain Records) - ...And Blood Was Shed in Warsaw (2007, DVD, Metal Mind Records) - The Upcoming Chaos (2008, Regain Records) - V.666 (2008, singel, Empire Records) - Lead Us!!! (2008, Regain Records) - XXV (2008, Regain Records) | - Christ Agony – Moonlight - Act III (1996, Cacophonous Records) - Christ Agony – Darkside (1997, Hammerheart Records) - Christ Agony – Moonlight Act III / Darkside (2000, Apocalypse Productions) - Vesania – God the Lux (2005, Napalm Records, gościnnie: solo gitarowe) - Chainsaw – Evilution (2009, Metal Mind Records, gościnnie: solo gitarowe) - Never – Back to the Front (2009, Metal Mind Records, gościnnie: solo gitarowe) - Christ Agony – UnholyDeaMoon (2010, Faithless Production) |